# Bourbre
La Bourbre est une rivière française de la région Auvergne-Rhône-Alpes, qui coule dans le département de l'Isère et dans le département du Rhône. C'est un affluent direct en rive gauche du Rhône.
Les principales villes du Nord-Isère se trouvent dans la vallée de la Bourbre : l'unité urbaine de Charvieu-Chavagneux, Bourgoin-Jallieu, La Verpillière, La Tour-du-Pin, auxquelles on peut rajouter Villefontaine et L'Isle-d'Abeau qui sont construites sur des petits reliefs attenants. Entre Bourgoin-Jallieu et La Verpillière, elle forme une espace plus large, la plaine de la Bourbre et du Catelan.

## Étymologie

### Nom actuel
Du gaulois borua, de l'ancien français borbe/bourbe comparable à l'occitan borba, « boue, bourbier », tous deux d'origine gauloise avec le mot borba/borva, source bouillonnante, d'où la boue qu'elle produit. On retrouve cette racine dans d'autres noms de villes comme Bourbon-Lancy ou Bourbonne-les-Bains.

### Ancienne dénomination
La Bourbre s'appelait autrefois le Chéruis, dérivé du latin Carusius (du pré-celtique kar signifiant « gros gravier dans le lit des rivières » et du suffixe -ucius signifiant « glouton »), donnant son nom à la commune dont le pont la franchit, Pont-de-Chéruy.
La vallée de la Bourbre fut dénommée le « Petit Grésivaudan » par l'historien local Félix Crozet à la fin du XIXe siècle.

## Géographie
La longueur de son cours est de 72,3 km.
La Bourbre naît sur la commune de Burcin, à 495 mètres d'altitude, au lieu-dit Piotière, en limite de la commune de Châbons, à moins de six kilomètres à l'ouest du lac de Paladru, et à moins d'un kilomètre de l'autoroute française A48.
La Bourbre baigne les communes de Virieu, La Tour Du Pin et Bourgoin-Jallieu puis se jette dans le Rhône à Chavanoz, à 189 mètres d'altitude, au sud du confluent de l'Ain. Le cours supérieur de cette rivière, sa vallée et les collines qui l'entourent correspondent à la partie centrale de la région naturelle des Terres froides.

### Communes et cantons traversés

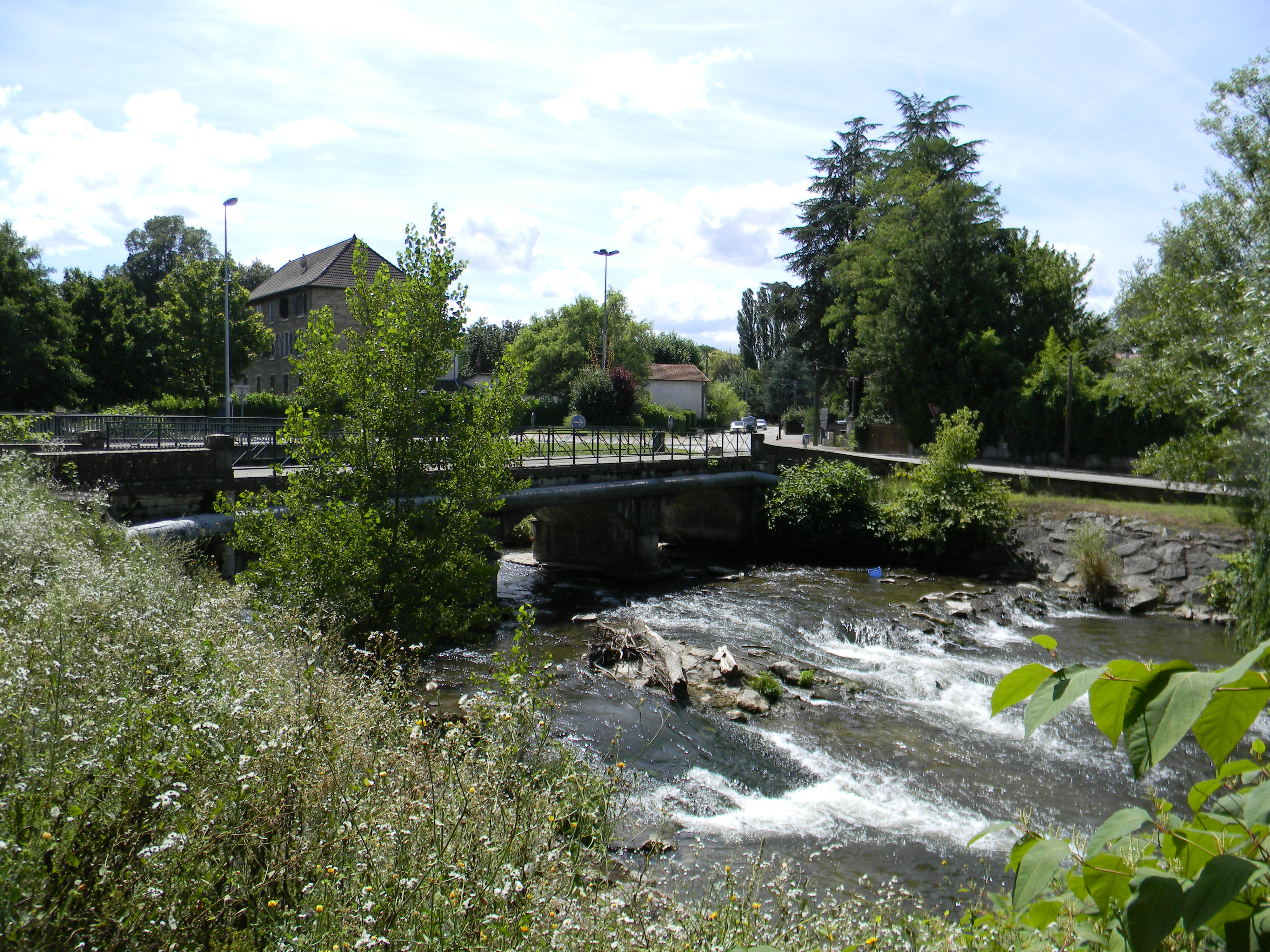
La Bourbre à Chavanoz.

Dans les deux départements de l'Isère et du Rhône, la Bourbre traverse trente-quatre communes (trente-trois dans l'isère et Colombier-Saugnieu dans le Rhône) et neuf cantons :
- dans le sens amont vers aval : Burcin (source), Châbons, Blandin, Virieu, Panissage, Chélieu, Chassignieu, Saint-Ondras, Le Passage, Fitilieu, Saint-André-le-Gaz, La Bâtie-Montgascon, Saint-Clair-de-la-Tour, Saint-Didier-de-la-Tour, La Tour-du-Pin, Saint-Jean-de-Soudain, Rochetoirin, Cessieu, Sérézin-de-la-Tour, Nivolas-Vermelle, Ruy, Bourgoin-Jallieu, L'Isle-d'Abeau, Vaulx-Milieu, Villefontaine, La Verpillière, Saint-Quentin-Fallavier, Chamagnieu, Satolas-et-Bonce, Colombier-Saugnieu, Tignieu-Jameyzieu, Charvieu-Chavagneux, Pont-de-Chéruy, Chavanoz (confluence).

Soit en termes de cantons, la Bourbre prend source dans le canton du Grand-Lemps, traverse les cantons de Chartreuse-Guiers, La Tour-du-Pin, Bourgoin-Jallieu, l'Isle-d'Abeau, La Verpillière, Charvieu-Chavagneux, Genas puis revient et conflue dans le canton de Charvieu-Chavagneux, le tout dans les trois arrondissements de La Tour-du-Pin, Villefranche-sur-Saône et Vienne.

### Bassin versant
La Bourbre traverse les nuits zones hydrographiques V170, V171, V172, V173, V174, V175, V176, V177 pour une superficie totale de 728 km2. Ce bassin versant est constitué à 69,71 % de « territoires agricoles », à 17,55 % de « forêts et milieux semi-naturels », à 11,86 % de « territoires artificialisés », à 0,81 % de « zones humides », à 0,13 % de « surfaces en eau ».

### Organisme gestionnaire

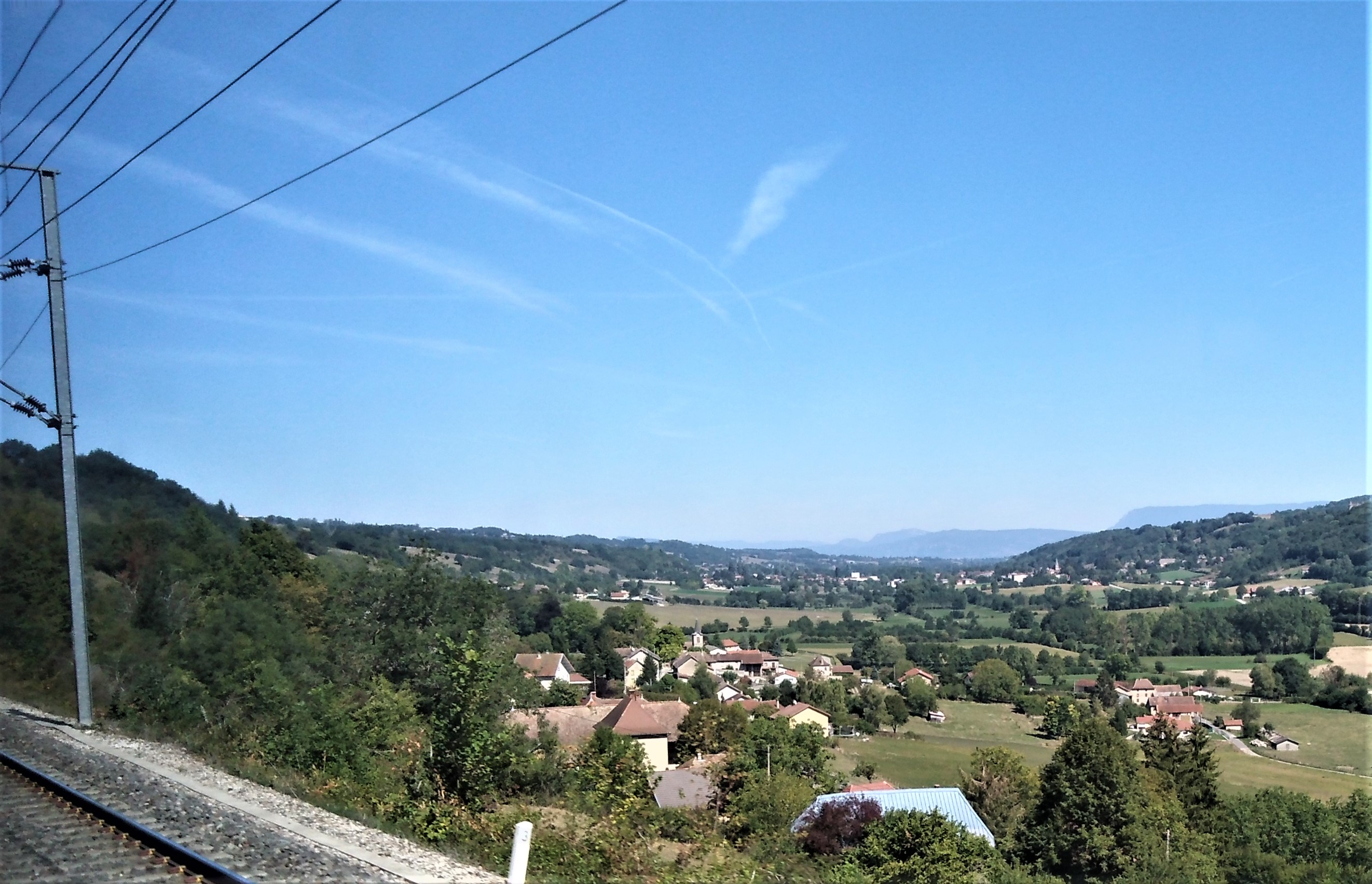
Vallée de la Bourbre en été 2019.

Les enjeux liés à la gestion de la ressource en eau sur le bassin versant de la Bourbre ont été approfondis par les acteurs "inter-agissant" sur le territoire ("inter-agissant" par leur(s) usage(s) de l'eau ou des milieux aquatiques ou leur impact qualitatif, de manière positive ou négative), dans le cadre de la mise en place d'un Schéma d'Aménagement et de Gestion des Eaux (S.A.G.E)… Faire un SAGE, c'est « connaître, pour ensemble préserver partager et valoriser durablement la ressource dans le respect des équilibres naturels », selon les principes inscrits par les lois et règlements centralisés dans le code de l'environnement.
La Commission Locale de l'Eau (CLE), instance de concertation (élus, usagers, administrations), a approuvé le projet de SAGE en juillet 2007. Ce projet va faire l'objet d'une consultation des collectivités puis d'une enquête publique avant d'être opposable (par arrêté inter-préfectoral restant à intervenir)
.
Le Syndicat mixte d'aménagement du bassin de la Bourbre (SMABB), regroupant 71 communes et 9 intercommunalités, est la structure de gestion du bassin.

## Affluents
Depuis sa source, la Bourbre compte quatorze affluents contributeurs référencés :

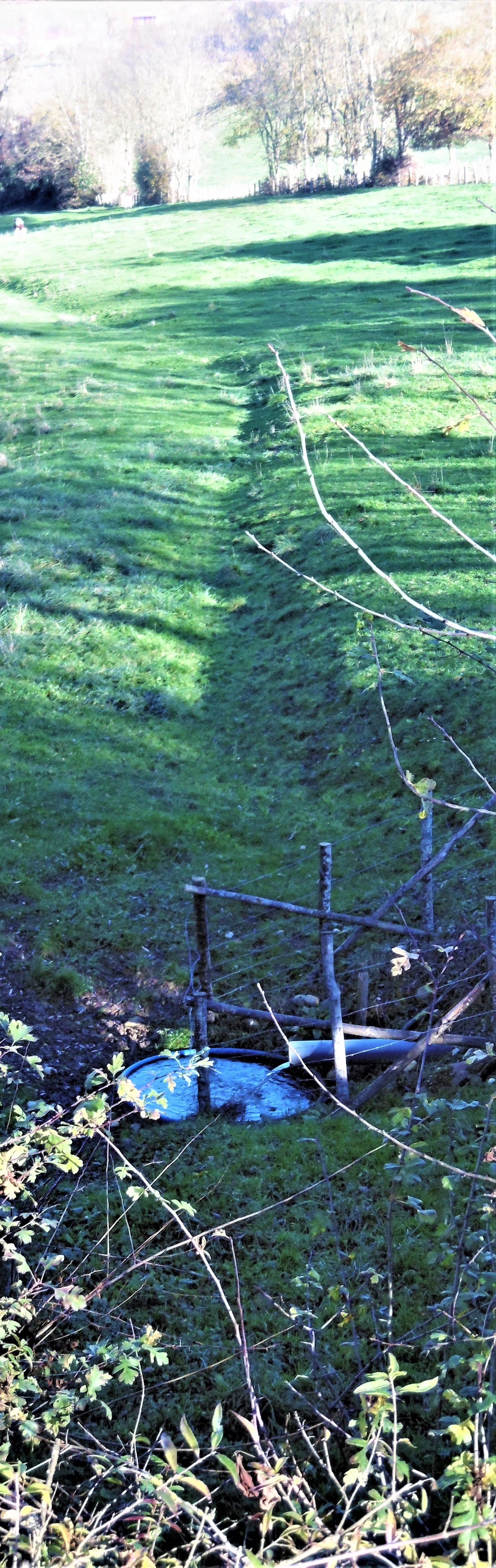
Source de la Bourbre à Burcin.

- le ruisseau des Ayes (rg[note 1]) 2,9 km sur les deux communes de Chélieu et Panissage.
- le ruisseau des Fosges (rd) 1,9 km sur la seule commune de Saint-Ondras avec près de la confluence le moulin de Buanon.
- le ruisseau de Clandon (rd) 5,6 km sur les quatre communes de Les Abrets, Charancieu, Saint-André-le-Gaz, Saint-Ondras avec un affluent :
  - le ruisseau de Biot (rg) 1,9 km sur les deux communes de Charancieu et Saint-Ondras.
- le ruisseau des Moulins (rg) 5,2 km sur les deux communes de Saint-Clair-de-la-Tour et Saint-Didier-de-la-Tour, qui passe à deux cents mètres du lac Saint-Félix, et avec un affluent :
  - le ruisseau Jaillet (rg) 2,9 km sur les deux communes de Montagnieu et Saint-Didier-de-la-Tour.
- le ruisseau de la Fière (rd) 2,2 km sur les trois communes de La Chapelle-de-la-Tour, Saint-Clair-de-la-Tour, La Tour-du-Pin.
- le ruisseau de l'Hien (rg) 17,2 km sur neuf communes et avec cinq affluents et de rang de Strahler trois[12].
- le ruisseau de l'Agny (rg) 17,2 km sur neuf communes et avec quatre affluents[13].
- le ruisseau du Loudon (rd) 6,3 km sur les deux communes de Bourgoin-Jallieu et Ruy et avec un affluent[14]:
  - le ruisseau de l'Enfer, 8,7 km sur les quatre communes de Bourgoin-Jallieu, Cessieu, Rochetoirin et Ruy avec un affluent :
    - le ruisseau des Combes (rd) 1,6 km sur la seule commune de Ruy.
- le ruisseau le Bion (rd) 12 km[note 2] sur six communes et avec deux affluents[15].
- le ruisseau du Galoubier (rg) 8,1 km sur les trois communes de Chèzeneuve, Four et l'Isle-d'Abeau avec 2 affluents[16] qui s'appelle aussi en partie haute ruisseau de la Tuilière pour Géoportail :
  - le ruisseau du Loup (rd) 3,5 km sur les trois communes de Chèzeneuve, Four et Saint-Alban-de-Roche.
  - le ruisseau des Moulins (rd) 3,1 km sur les deux communes de Four et Saint-Alban-de-Roche.
- le ruisseau l'Aillat (rg) 9,3 km sur les cinq communes de Four, Roche, Vaulx-Milieu, La Verpillière et Villefontaine avec un affluent :
  - le ruisseau de Palud (rd) 1,7 km sur les trois communes de Four, Roche, Villefontaine.
- le ruisseau de Bivet (rg) 16,7 km sans affluent[17].
- le canal de dessèchement de Catelan (rd) 21 km sur onze communes et avec cinq affluents[18].
- la vieille rivière, 1,6 km bras sur la commune de Chamagnieu.
- l'ancien lit de la Bourbre, 4,4 km sur les deux communes de Saint-Quentin-Fallavier et Satolas-et-Bonce.

### Rang de Strahler
Donc son rang de Strahler est de quatre par l'Hien ou le Loudon.

## Hydrologie
La Bourbre est une rivière assez abondante à régime pluvio-nival.

### La Bourbre à Tignieu-Jameyzieu
Son débit a été observé depuis le 1er janvier 1909 , à Tignieu-Jameyzieu, localité du département de l'Isère située à peu de distance de son débouché dans le Rhône,. Le bassin versant de la rivière est de 703 km2.
Le module de la rivière à Tignieu-Jameyzieu est de 7,65 m3/s. 
La Bourbre présente des fluctuations saisonnières de débit fort modérées, avec des hautes eaux d'hiver-printemps, de décembre à mai inclus, portant les débits mensuels moyens au niveau de 8,71 m3/s à 10,7 m3/s (avec un maximum en février-mars), et des basses eaux d'été, de juillet à septembre, avec un minimum mensuel de 3,74 m3/s au mois d'août, ce qui reste abondant.

### Étiage ou basses eaux
Le VCN3 peut chuter jusque 1,6 m3/s, en cas de période quinquennale sèche, ce qui reste assez appréciable et n'est de ce fait nullement sévère.

### Crues
Les crues peuvent être relativement importantes, mais sans commune mesure avec les affluents du Rhône débouchant en aval de Lyon. Les QIX 2 et QIX 5 valent respectivement 29 m3/s et 39 m3/s. Le QIX 10 est de 46 m3/s, le QIX 20 se monte à 52 m3, tandis que le QIX 50 vaut 61 m3/s. le QIX est non calculé malgré une période d'observation de cent-onze ans.
La hauteur maximale instantanée est de 263 cm ou 2,63 m, le 9 octobre 1993. Le débit instantané maximal enregistré a été de 84,6 m3/s le 9 octobre 1993, tandis que le débit journalier maximal était de 82,6 m3 le même jour. En comparant ces valeurs aux QIX de la rivière, il apparait que cette crue était bien plus importante que la crue cinquantennale calculée (QIX 50) et était donc tout à fait exceptionnelle.

### Lame d'eau et débit spécifique
La Bourbre est une rivière de piémont assez abondante, alimentée par des précipitations suffisantes. La lame d'eau écoulée dans son bassin versant est de 344 millimètres annuellement, ce qui est légèrement supérieur à la moyenne d'ensemble de la France (320 millimètres), mais nettement inférieure à la moyenne de la totalité du bassin du Rhône (680 millimètres à Valence). Le débit spécifique (ou Qsp) atteint 10,9 litres par seconde et par kilomètre carré  de bassin.

## Aménagements et écologie
Empruntant de nombreuses vallées sèches qui sont autant d'anciens chenaux subglaciaires du lobe lyonnais du glacier du Rhône, le lit de la Bourbre est en grande majorité canalisé afin de drainer les zones humides que le cours d'eau a pu former dans le passé. Ainsi, c'est le cas peu après sa source dans le val de Virieu, en contrebas de Saint-André-le-Gaz sur une courte distance juste avant que son cours n'oblique vers l'ouest, juste en aval de la Tour-du-Pin puis à partir de Bourgoin-Jallieu avec le canal de dessèchement de la Bourbre qui cours jusqu'en amont de Pont-de-Chéruy, juste avant sa confluence avec le Rhône.